# 타티야나 코셸레바
타티야나 세르게예브나 코셸레바(러시아어: Татья́на Серге́евна Ко́шелева, 1988년 12월 23일 ~ )는 러시아의 배구 선수로 포지션은 레프트이다. 현재  러시아 슈퍼리그의 로코모티프 칼리닌그라드에서 뛰고 있다.
2010년 세계 선수권과 2013년, 2015년 유럽 선수권 대회에서 러시아 대표팀 소속으로 참가하여 우승하였다.